# Mohammed Ramzan
Mohammed Ramzan est un syndicaliste et homme politique fidjien.

## Biographie
Il est le principal fondateur en 1948, durant l'époque coloniale, du Syndicat des Employées du Service public (Public Employees' Union), qui rassemble des employés de toutes appartenances ethniques. Un temps secrétaire général du Syndicat des Travailleurs des Travaux publics et alliés (Public Works and Allied Workers' Union), il est également le secrétaire général du Congrès des syndicats fidjiens (Fiji Trades Union Congress, FTUC) de 1961 à 1972, l'année de son entrée en politique. En cette qualité, il participe au milieu des années 1960 à une conférence internationale de dirigeants syndicaux en Malaisie, dont il rapporte l'idée d'un fonds de pension pour employés. Le gouvernement colonial soutient sa proposition d'introduire cette mesure aux Fidji, et le nomme membre du Conseil législatif colonial, où il en pilote l'adoption en 1966.
En 1969 il est fait membre de l'ordre de l'Empire britannique en reconnaissance de ses activités syndicales,. Les Fidji deviennent un État indépendant en 1970. Mohammed Ramzan est choisi comme candidat du parti de l'Alliance dans la circonscription ethnique indo-fidjienne de la capitale, Suva, pour les élections législatives de 1972. Il remporte le siège et entre à la Chambre des représentants sur les bancs de la majorité parlementaire du gouvernement de Ratu Sir Kamisese Mara. Il n'est pas immédiatement intégré au gouvernement, mais y est bientôt nommé ministre du Développement urbain, du Logement et de la Sécurité sociale. En février 1975, il met en place une réforme du système de fonds de pension, augmentant les pensions et les rendant accessibles à toute personne y ayant contribué et ayant atteint l'âge de la retraite, à savoir 55 ans. Il présente cette réforme comme le début d'un réel système de sécurité sociale pour les retraités.
En 1977, ayant été réélu député, il est nommé ministre du Commerce, des Industries et des Co-opératives. Il est transféré au poste de ministre de la Santé en janvier 1981. Après les élections de 1982, il est fait ministre de l'Emploi et des Relations sociales, toujours dans le gouvernement de Ratu Sir Kamisese Mara.
Il n'est pas sélectionné comme candidat du parti de l'Alliance pour les élections législatives de 1987, ce qui met un terme à sa carrière politique.